# Ctenomys steinbachi
Ctenomys steinbachi és una espècie de mamífer rosegador de la família dels ctenòmids. És endèmic del sud del departament de Santa Cruz (Bolívia). Es tracta d'un animal herbívor que excava per trobar els tubercles i les arrels que formen la seva dieta. El seu hàbitat natural són les sabanes obertes. És una espècie en risc mínim, és a dir, no sembla que hi hagi cap amenaça significativa per a la seva supervivència.
Aquest tàxon fou anomenat en honor del col·leccionista zoològic i botànic José Steinbach.